# 45 STONES
『45 STONES』（フォーティファイブ・ストーンズ）は、斉藤和義の通算15枚目のスタジオ・アルバム。2011年10月19日発売。発売元はSPEEDSTAR RECORDS。規格品番：VICL-64045（特典CD付初回盤はVIZL-545）。

## 概要
前オリジナル・アルバム『ARE YOU READY?』からおよそ1年のブランクを経て発売された。
初回生産盤のみ、特典CD封入、三方背BOX入り。また、先着購入特典として全2色のスペシャルポスターが本アルバム購入時入手出来る。
オリコンチャートでは自己最高となる2位を記録した。

## 楽曲解説
1. ウサギとカメ
2. 桜ラプソディ
3. Would you join me?
4. 猿の惑星
5. 負け犬の詩
6. 虹が消えるまで
小泉今日子に提供した楽曲のセルフカバー。
7. オオカミ中年
8. ボクと彼女とロックンロール
9. 雨宿り
10. おとな
11. ギター
  - ドラムは小田原豊。

## 収録曲
| 全作詞・作曲・編曲: 斉藤和義（※特記以外）。 |                                                                   |                       |                       |      |
| #                                           | タイトル                                                          | 作詞                  | 作曲・編曲            | 時間 |
| 1.                                          | 「ウサギとカメ」                                                  | 斉藤和義（※特記以外） | 斉藤和義（※特記以外） | 5:17 |
| 2.                                          | 「桜ラプソディ」                                                  | 斉藤和義（※特記以外） | 斉藤和義（※特記以外） | 4:13 |
| 3.                                          | 「Would you join me?」                                            | 斉藤和義（※特記以外） | 斉藤和義（※特記以外） | 3:37 |
| 4.                                          | 「猿の惑星」(※編曲: 斉藤和義・中村達也)                           | 斉藤和義（※特記以外） | 斉藤和義（※特記以外） | 5:02 |
| 5.                                          | 「負け犬の詩」(※編曲: 斉藤和義・エマーソン北村・隅倉弘至・森信行) | 斉藤和義（※特記以外） | 斉藤和義（※特記以外） | 3:47 |
| 6.                                          | 「虹が消えるまで」(※作詞: 高崎卓馬)                               | 斉藤和義（※特記以外） | 斉藤和義（※特記以外） | 5:37 |
| 7.                                          | 「オオカミ中年」(※作曲: 斉藤和義・中村達也)                       | 斉藤和義（※特記以外） | 斉藤和義（※特記以外） | 3:09 |
| 8.                                          | 「ボクと彼女とロックンロール」                                    | 斉藤和義（※特記以外） | 斉藤和義（※特記以外） | 3:04 |
| 9.                                          | 「雨宿り」                                                        | 斉藤和義（※特記以外） | 斉藤和義（※特記以外） | 5:25 |
| 10.                                         | 「おとな」                                                        | 斉藤和義（※特記以外） | 斉藤和義（※特記以外） | 3:54 |
| 11.                                         | 「Don't cry baby」                                                | 斉藤和義（※特記以外） | 斉藤和義（※特記以外） | 3:37 |
| 合計時間:                                   | 合計時間:                                                         | 46:42                 |                       |      |

| 全作詞・作曲: 斉藤和義（#2, 作詞: オスカー・ハマースタイン2世、作曲: リチャード・ロジャース、訳詩: ペギー葉山）、全編曲: 斉藤和義。 |                                                                                    | | |      |
| # | タイトル                                                                           | 作詞                                                                                                 | 作曲・編曲                                                                                           | 時間 |
| 1. | 「満男、飛ぶ」                                                                     | 斉藤和義（#2, 作詞: オスカー・ハマースタイン2世 、作曲: リチャード・ロジャース 、訳詩: ペギー葉山 ） | 斉藤和義（#2, 作詞: オスカー・ハマースタイン2世 、作曲: リチャード・ロジャース 、訳詩: ペギー葉山 ） | 6:07 |
| 2. | 「ドレミの歌」(江崎グリコ企業CM「みんなに笑顔を届けたい。」斉藤和義デモバージョン) | 斉藤和義（#2, 作詞: オスカー・ハマースタイン2世 、作曲: リチャード・ロジャース 、訳詩: ペギー葉山 ） | 斉藤和義（#2, 作詞: オスカー・ハマースタイン2世 、作曲: リチャード・ロジャース 、訳詩: ペギー葉山 ） | 1:52 |
| 3. | 「春の夢」(USTREAM Live at Victor Studio 2011.4.8)                                 | 斉藤和義（#2, 作詞: オスカー・ハマースタイン2世 、作曲: リチャード・ロジャース 、訳詩: ペギー葉山 ） | 斉藤和義（#2, 作詞: オスカー・ハマースタイン2世 、作曲: リチャード・ロジャース 、訳詩: ペギー葉山 ） | 2:53 |
| 4. | 「手をつなげば」(USTREAM Live at Victor Studio 2011.4.8)                           | 斉藤和義（#2, 作詞: オスカー・ハマースタイン2世 、作曲: リチャード・ロジャース 、訳詩: ペギー葉山 ） | 斉藤和義（#2, 作詞: オスカー・ハマースタイン2世 、作曲: リチャード・ロジャース 、訳詩: ペギー葉山 ） | 4:33 |
| 5. | 「赤いヒマワリ」(USTREAM Live at Victor Studio 2011.4.8)                           | 斉藤和義（#2, 作詞: オスカー・ハマースタイン2世 、作曲: リチャード・ロジャース 、訳詩: ペギー葉山 ） | 斉藤和義（#2, 作詞: オスカー・ハマースタイン2世 、作曲: リチャード・ロジャース 、訳詩: ペギー葉山 ） | 2:46 |
| 6. | 「古いラジカセ」(USTREAM Live at Victor Studio 2011.4.8)                           | 斉藤和義（#2, 作詞: オスカー・ハマースタイン2世 、作曲: リチャード・ロジャース 、訳詩: ペギー葉山 ） | 斉藤和義（#2, 作詞: オスカー・ハマースタイン2世 、作曲: リチャード・ロジャース 、訳詩: ペギー葉山 ） | 4:22 |
| 7. | 「I Love Me」(USTREAM Live at Victor Studio 2011.4.8)                              | 斉藤和義（#2, 作詞: オスカー・ハマースタイン2世 、作曲: リチャード・ロジャース 、訳詩: ペギー葉山 ） | 斉藤和義（#2, 作詞: オスカー・ハマースタイン2世 、作曲: リチャード・ロジャース 、訳詩: ペギー葉山 ） | 3:55 |
| 8. | 「Are you ready?」(USTREAM Live at Victor Studio 2011.4.8)                         | 斉藤和義（#2, 作詞: オスカー・ハマースタイン2世 、作曲: リチャード・ロジャース 、訳詩: ペギー葉山 ） | 斉藤和義（#2, 作詞: オスカー・ハマースタイン2世 、作曲: リチャード・ロジャース 、訳詩: ペギー葉山 ） | 4:57 |
| 9. | 「レノンの夢も」(USTREAM Live at Victor Studio 2011.4.8)                           | 斉藤和義（#2, 作詞: オスカー・ハマースタイン2世 、作曲: リチャード・ロジャース 、訳詩: ペギー葉山 ） | 斉藤和義（#2, 作詞: オスカー・ハマースタイン2世 、作曲: リチャード・ロジャース 、訳詩: ペギー葉山 ） | 3:39 |
| 10. | 「ずっと好きだった」(USTREAM Live at Victor Studio 2011.4.8)                       | 斉藤和義（#2, 作詞: オスカー・ハマースタイン2世 、作曲: リチャード・ロジャース 、訳詩: ペギー葉山 ） | 斉藤和義（#2, 作詞: オスカー・ハマースタイン2世 、作曲: リチャード・ロジャース 、訳詩: ペギー葉山 ） | 4:07 |
| 11. | 「Don't cry baby」(USTREAM Live at Crescente Studio 2011.4.22)                     | 斉藤和義（#2, 作詞: オスカー・ハマースタイン2世 、作曲: リチャード・ロジャース 、訳詩: ペギー葉山 ） | 斉藤和義（#2, 作詞: オスカー・ハマースタイン2世 、作曲: リチャード・ロジャース 、訳詩: ペギー葉山 ） | 3:04 |
| 12. | 「空に星が綺麗」(USTREAM Live at Crescente Studio 2011.4.29)                       | 斉藤和義（#2, 作詞: オスカー・ハマースタイン2世 、作曲: リチャード・ロジャース 、訳詩: ペギー葉山 ） | 斉藤和義（#2, 作詞: オスカー・ハマースタイン2世 、作曲: リチャード・ロジャース 、訳詩: ペギー葉山 ） | 2:41 |
| 合計時間: | 合計時間:                                                                          | 44:56                                                                                                | |      |